# Boetovocultuur
De Boetovocultuur (Russisch: Бутовская культура, Boetovskaja koeltoera), ook: Zadnepilevocultuur, was een mesolithische cultuur in het Wolga-Oka-gebied van Rusland tijdens het 8e tot 6e millennium v.Chr. Het was de belangrijkste mesolithische cultuur van het Wolga-Oka-interfluviaal, met ten minste 70 sites op het grondgebied van de regio's Brjansk, Moskou, Jaroslavl, Ivanovo, Vladimir, Kostroma en Tver, waarvan er 35 gedateerd zijn. De cultuur werd voor het eerst beschreven door L.V. Koltsov in 1976.
De stammen van de Boetovocultuur leidden een zwervende levensstijl met kampementen van een tijdelijk karakter, in de vorm van hutten of tenten. Ze jaagden op rendieren met pijl en boog, mogelijk onder invloed van de Kundacultuur. 
De Boetovocultuur ontstond op basis van de Ressetacultuur (volgens anderen op basis van het Swiderien). De cultuur werd opgevolgd door de subneolithische Boven-Wolgacultuur, met als vroegste locatie de Belivo II-site (7.180 ±60).